# 鄂昌
鄂昌（穆麟德轉寫：ocang；1691年—1755年），西林觉罗氏，满洲镶蓝旗人。清朝官员。

## 生平
鄂善之子，大学士鄂尔泰之侄。雍正二年，甲辰科举人，六年，授户部主事。七年，擢拔為陕西宁夏道。十年，迁升為甘肃布政使。十三年，总督黄廷桂劾鄂昌贪纵，後以杨馝代之。十九年，甘肃巡抚。
乾隆二十年爆發胡中藻案，胡中藻平時好吟诗，与鄂昌相唱和。高宗下令將胡中藻處斬，鄂昌被賜自盡。

## 延伸阅读
[在维基数据编辑]
 《清史稿/卷338》，出自趙爾巽《清史稿》
 《清史稿/卷338》